# Ribeira de Francisco Vieira
A Ribeira de Francisco Vieira é um curso de água português, localizado na freguesia açoriana do Raminho, concelho de Angra do Heroísmo, ilha Terceira, arquipélago dos Açores.
Este curso de água encontra-se geograficamente localizado na parte Oeste da ilha, dentro das coordenadas geográficas de Latitude 38° 47' 60 Norte e de Longitude 27° 20' 60 Oeste.
Tem a sua origem a cerca de 500 metros de altitude, no interior da ilha o seu percurso atravessa zonas de forte povoamento por floresta endémica típica da Laurissilva característica da Macaronésia. Desagua no Oceano Atlântico do precipitando-se do cimo de uma falésia com cerca de 250 metros de altura